# Ruaben
Ruaben, nach wahrscheinlicherer Lesung wohl eher Niruab (in Eigennamenschreibweise), war ein hoher altägyptischer Beamter unter König (Pharao) Ninetjer während der 2. Dynastie.

## Amt
Ruaben trug einen Titel, der eher selten belegt ist und daher unterschiedlich gedeutet wird: „Medjehu-genutj“. Walter B. Emery deutete ihn als „Aufseher über die Skulpteure“, während Peter Kaplony und Wolfgang Helck ihn als „Oberschnitzer und -maler“ interpretieren. Ruaben war möglicherweise Aufseher des Steintransports in der königlichen Schiffswerft, da Gefäßinschriften aus seinem Grab neben dem Nebti-Namen des Ninetjer auch zwei bedeutende Schiffstypen erwähnen.

## Grab
Sein Grab, Mastaba S2302, liegt in Sakkara und gehört mit 58 m × 32,6 m zu den größten Privatgräbern dieser Zeit, was eine besondere Stellung von Ruaben unterstreicht. Sie besitzt auch die mit Abstand umfangreichste und komplexeste Innenstruktur.